# Bálint Bakfark
Bálint Bakfark även Valentin Bakfark, född 1507, död 1576, var en ungersk lutspelare och tonsättare.
Bakfark härstammade från en ansedd familj i Brașov, fick sin musikaliska utbildning i Budapest och företog vidsträckta konsertresor, bland annat till Italien och Frankrike. 1549-1566 var han anställd vid polska kungahovet men måste på grund av politiska skäl återvända till sin hembygd och dog i Italien under en pestepidemi. Bakfark var en av samtidens främsta lutspelare och arrangörer för instrumentet.